# Thomas Langhoff
Thomas Langhoff (Zúrich, 8 de abril de 1938-Berlín, 18 de febrero de 2012) fue un actor y director teatral alemán, asentado en la República Democrática Alemana hasta el momento de la reunificación del país.

## Biografía
Nacido en Zúrich, Suiza, sus padres eran el director Wolfgang Langhoff y su esposa, Renate, que vivían exiliados en Suiza. Finalizada la Segunda Guerra Mundial, la familia Langhoff volvió a Alemania y, a partir de 1948, Thomas Langhoff vivió en Berlín. Tras graduarse en la Escuela Paul-Oestreich de Berlín-Weißensee, Langhoff inició su carrera artística como actor, y estudió en la Escuela de Teatro de Leipzig. Como actor, fue contratado en el período de 1963 a 1971 para trabajar en el Teatro Hans Otto de Potsdam, pasando después a la televisión de Alemania Oriental. En 1977 dirigió Einsame Menschen en el Teatro Maxim Gorki de Berlín, llegando a ser uno de los directores teatrales alemanes de mayor importancia. 
A partir de 1980 Langhoff trabajó en los principales teatros de Alemania, y también de Europa. Tras la reunificación alemana se hizo cargo, en 1991, de la dirección del Deutsches Theater de Berlín, siendo el local elegido por la crítica en su primera temporada como Teatro del Año. Langhoff permaneció en el puesto hasta 2001. 
A finales de 2007 Langhoff sustituyó a Andrea Breth, asignado originalmente al proyecto, en la puesta en escena en el Burgtheater de Viena de la obra de Friedrich Schiller Wallenstein. Su última producción, El jardín de los cerezos, de Antón Chéjov, se estrenó en octubre de 2011 en el Berliner Ensemble. 
Thomas Langhoff falleció en Berlín, Alemania, en 2012.
Fue el padre del director Lukas Langhoff y del actor Tobias Langhoff, y hermano del director Matthias Langhoff, padre de la autora Anna Langhoff.

## Teatro (selección)
- 1979: Las tres hermanas, de Antón Chéjov, en el Teatro Maxim Gorki y en el Schauspiel Frankfurt, en Fráncfort del Meno
- 1980: El sueño de una noche de verano, de William Shakespeare, en el Teatro Maxim Gorki
- 1980: Maria Stuart, de Friedrich Schiller, en el Deutsches Theater de Berlín
- 1983: Espectros, de Henrik Ibsen, en el Deutsches Theater de Berlín
- 1984: Emilia Galotti, de Gotthold Ephraim Lessing, en el Teatro de Cámara de Múnich
- 1984: Nathan el Sabio, de Gotthold Ephraim Lessing, en el Burgtheater de Viena
- 1985: El mercader de Venecia, de William Shakespeare, en el Deutsches Theater de Berlín
- 1986: Der Marquis von Keith, de Frank Wedekind, en el Teatro Thalia de Hamburgo
- 1987: Der einsame Weg, de Arthur Schnitzler en el Festival de Salzburgo
- 1987: Un mes en el campo, de Iván Turguénev, en el Deutsches Theater de Berlín
- 1988: Übergangsgesellschaft, de Volker Braun, en el Teatro Maxim Gorki
- 1989: Die Geisel, de Brendan Behan, en el Deutsches Theater de Berlín
- 1989: El sueño de una noche de verano, de Benjamin Britten, en la Ópera de Fráncfort
- 1990: Die Jüdin von Toledo, de Franz Grillparzer, en el Festival de Salzburgo (con Ulrich Mühe, Sibylle Canonica, Uwe Bohm, Susanne Lothar y Anne Bennent)
- 1990: El cántaro roto, de Heinrich von Kleist, en el Deutsches Theater de Berlín
- 1990: Mein Kampf, de George Tabori, en el Teatro Maxim Gorki
- 1991: Das Käthchen von Heilbronn, de Heinrich von Kleist, en el Deutsches Theater de Berlín
- 1992: Der Turm, de Hugo von Hofmannsthal para el Festival de Viena
- 1994: Die Nibelungen, de Friedrich Hebbel para el Festival de Viena
- 1997: Die Bernauerin, ópera de Carl Orff, en el Volksoper de Viena
- 1998: El cazador furtivo, opera de Carl Maria von Weber en la Ópera Estatal de Baviera
- 1999: Las bodas de Fígaro, de Wolfgang Amadeus Mozart, en la Staatsoper Unter den Linden
- 2000: Don Giovanni, de Wolfgang Amadeus Mozart, en la Staatsoper Unter den Linden
- 2001: La gaviota, de Antón Chéjov, en el Deutsches Theater de Berlín
- 2001: El padre, de August Strindberg, en el Residenztheater de Múnich
- 2002: Iphigenie auf Tauris, de Goethe, en el Teatro Maxim Gorki
- 2002: Elisabeth II., de Thomas Bernhard, en el Burgtheater de Viena
- 2003: Madre Coraje y sus hijos, de Bertolt Brecht, en el Bayerisches Staatsschauspiel
- 2003: Michael Kramer, de Gerhart Hauptmann, en el Berliner Ensemble
- 2005: El pato silvestre, de Henrik Ibsen, en el Berliner Ensemble
- 2005: El enfermo imaginario, de Molière, en el Bayerisches Staatsschauspiel
- 2006: Schändung, de Botho Strauß, a partir de Tito Andrónico, de William Shakespeare, en el Berliner Ensemble
- 2006: Totentanz, de August Strindberg, en el Berliner Ensemble
- 2008: Die Goldberg-Variationen, de George Tabori, en el Berliner Ensemble
- 2009: Ein Mond für die Beladenen, de Eugene O’Neill, en el Residenztheater München
- 2011: Un tranvía llamado Deseo, de Tennessee Williams, en el Berliner Ensemble
- 2011: El jardín de los cerezos, de Antón Chéjov, en el Berliner Ensemble

## Filmografía (selección)

### Actor
- 1959: Verwirrung der Liebe (dirección de Slátan Dudow)
- 1969: Käuzchenkuhle (dirección de Walter Beck)
- 1971: Karriere (dirección de Heiner Carow)
- 1971: Dornröschen (dirección de Walter Beck)
- 1973: Zement (TV, dirección de Manfred Wekwerth)
- 1973: Stülpner-Legende (TV, dirección de Walter Beck)
- 1973/75: Das unsichtbare Visier (TV, dirección de Peter Hagen)
- 1974: Der nackte Mann auf dem Sportplatz (dirección de Konrad Wolf)
- 1975: Requiem für Hans Grundig (dirección de Achim Hübner)
- 1978: Das Raubtier (dirección de Walter Beck)
- 1978: Scharnhorst (TV, dirección de Wolf-Dieter Panse)

### Director
- 1978: Ich will nicht leise sterben (TV)
- 1979: Stine (TV), a partir de Theodor Fontane
- 1979: Guten Morgen, du Schöne (TV), a partir de Maxie Wander
- 1980: Muhme Mehle (TV), a partir de Ruth Werner
- 1982: Stella (TV), a partir de Goethe
- 1982: Melanie van der Straaten (TV), a partir de Theodor Fontane
- 1984: Drei Schwestern (TV), a partir de Chéjov
- 1988: Der Aufstand der Fischer von St.Barbara (TV), a partir de Anna Seghers
- 1994: Der Biberpelz (TV), a partir de Gerhart Hauptmann

## Premios
- 1984: Premio Nacional de la República Democrática de Alemania de 2ª clase a las artes y literatura
- 1990: Deutscher Kritikerpreis
- 1992: Medalla Josef Kainz, Viena
- 1994: Premio Friedrich Luft, Berlín
- 1995: Orden del Mérito de Berlín
- 1997: Berliner Bär (B.Z.-Kulturpreis)
- 2005: Medalla al Servicio de la Ciudad de Viena
- 2010: Berliner Kunstpreis